# Наттерс
Наттерс (нім. Natters) —  громада округу Інсбрук-Ланд у землі Тіроль, Австрія.
Наттерс лежить на висоті  783 м над рівнем моря і займає площу  7,33 км². Громада налічує 1846 мешканців. 
Густота населення 252/км².  
|                                  |
| Наттерс на мапі округу та землі. |

 Адреса управління громади: Innsbrucker Straße 4, 6161 Natters. 

## Демографія
Історична динаміка населення міста за даними сайту Statistik Austria

## Виноски
1. ↑  Dauersiedlungsraum der Gemeinden Politischen Bezirke und Bundesländer - Gebietsstand 1.1.2018 — Статистичне управління Австрії.
2. ↑  https://www.statistik.at/blickgem/blick1/g70332.pdf
3. ↑   www.natters.tirol.gv.at
4. ↑  Gemeindedaten von Natters

| Австрія | Це незавершена стаття з географії Австрії. Ви можете допомогти проєкту, виправивши або дописавши її. |